# Primera guerra de Shaba
La Primera guerra de Shaba fue un conflicto entre los estados vecinos de Angola y Zaire ocurrido en 1977 y debido en parte en el apoyo dado por Zaire a los grupos angoleños rebeldes de la UNITA y FNLA durante la guerra civil de Angola. 
El conflicto comenzó el 8 de marzo de 1977 cuando unos 2.000 miembros del Frente para la Liberación Nacional del Congo (FLNC), invadieron la provincia de Shaba, en el suroeste de Zaire, con el apoyo del gobierno del MPLA en Angola y la posible participación de tropas cubanas.
El presidente Mobutu Sese Seko de Zaire pidió apoyo internacional el 2 de abril. La guerra terminó cuando 1.500 soldados de Marruecos, por vía aérea, llegaron a Zaire el 10 de abril enviados por el gobierno francés para derrotar a los combatientes del FNLC.
El ataque rebelde llevó a las represalias del gobierno, lo que provocó el éxodo masivo de refugiados, así como una mayor inestabilidad política y económica en Zaire.
El FLNC llevó a cabo una segunda invasión, al año siguiente. En las provincias de Oriental y Kivu del Norte, las fuerzas de paz de las Naciones Unidas fueron derrotados y más tarde, 50.000 soldados y civiles murieron en el conflicto.